# Quatre dies de Dunkerque
Els Quatre dies de Dunkerque (francès: Quatre Jours de Dunkerque) és una prova ciclista creada el 1955 que es disputa a la regió francesa Nord-Pas de Calais.
Tot i el seu nom es disputa durant cinc o sis dies. Durant els inicis de la prova s'arribà a anomenar Cinc dies de Dunkerque per aquest motiu.
Del 2005 al 2019 la cursa formà part d'UCI Europa Tour amb una categoria 2.HC. El 2020 passà a categoria UCI ProSeries, tot i que la pandèmia de COVID-19 n'impedí la disputa durant dos anys i no va ser fins al 2022 quan debutà en aquesta categoria.
El primer guanyador fou el francès Louis Deprez. Freddy Maertens, amb 4 victòries, és el ciclista amb més victòries a la cursa.

## Palmarès
| Any  | Vencedor                   | Segon                      | Tercer                   |         |
| ---- | -------------------------- | -------------------------- | ------------------------ | ------- |
| 1955 | Louis Déprez               | Roland Callebout           | Roger Callewaert         |         |
| 1956 | Jan Adriaenssens           | Gilbert Desmet             | Albert Bouvet            |         |
| 1957 | Joseph Planckaert          | Pierre Everaert            | Jean Stablinski          |         |
| 1958 | Jacques Anquetil           | Jean Brankart              | André Darrigade          |         |
| 1959 | Jacques Anquetil           | Joseph Morvan              | Frans Aerenhouts         |         |
| 1960 | Joseph Planckaert          | Jean Stablinski            | Pierre Everaert          |         |
| 1961 | Albertus Geldermans        | Raymond Poulidor           | Pierre Beuffeuil         |         |
| 1962 | Joseph Groussard           | Jean-Baptiste Claes        | Piet Rentmeester         |         |
| 1963 | Joseph Planckaert          | Hans Junkermann            | André Messelis           |         |
| 1964 | Gilbert Desmet             | Yvo Molenaers              | Jos Huysmans             |         |
| 1965 | Gustaaf De Smet            | Pierre Everaert            | Arie den Hartog          |         |
| 1966 | Théo Mertens               | Jan Janssen                | Pierre Beuffeuil         |         |
| 1967 | Lucien Aimar               | Jean-Baptiste Claes        | Bernard Guyot            |         |
| 1968 | Jean Jourden               | Remi Van Vreckom           | Raymond Poulidor         |         |
| 1969 | Alain Vasseur              | Marinus Wagtmans           | Willy In 't Ven          |         |
| 1970 | Willy Van Neste            | Jean-Marie Leblanc         | Henri Heintz             |         |
| 1971 | Roger De Vlaeminck         | Willy Van Malderghem       | Jürgen Tschan            |         |
| 1972 | Yves Hézard                | Jesús Luis Ocaña Pernía    | Ferdinand Bracke         |         |
| 1973 | Freddy Maertens            | Frans Verbeeck             | Joop Zoetemelk           |         |
| 1974 | Walter Godefroot           | Michael Wright             | Freddy Maertens          |         |
| 1975 | Freddy Maertens            | Jean-Pierre Danguillaume   | Bernard Thévenet         |         |
| 1976 | Freddy Maertens            | Jean-Pierre Danguillaume   | Roger Legeay             |         |
| 1977 | Gerrie Knetemann           | Jos Jacobs                 | Jean-Luc Vandenbroucke   |         |
| 1978 | Freddy Maertens            | Jean-Pierre Danguillaume   | Gerrie Knetemann         |         |
| 1979 | Daniel Willems             | Bert Oosterbosch           | Jean-Luc Vandenbroucke   |         |
| 1980 | Jean-Luc Vandenbroucke     | Hubert Linard              | Joaquim Agostinho        |         |
| 1981 | Bert Oosterbosch           | Sean Kelly                 | Jacques Bossis           |         |
| 1982 | Frank Hoste                | Ferdinand Van Den Haute    | Stephen Roche            |         |
| 1983 | Leo van Vliet              | Paul Sherwen               | William Tackaert         |         |
| 1984 | Bernard Hinault            | Jean-Luc Vandenbroucke     | Bruno Cornillet          |         |
| 1985 | Jean-Luc Vandenbroucke     | Bruno Wojtinek             | Rudy Matthijs            |         |
| 1986 | Dirk De Wolf               | Régis Simon                | Gilbert Duclos-Lassalle  |         |
| 1987 | Herman Frison              | Patrice Esnault            | Charly Mottet            |         |
| 1988 | Pascal Poisson             | Charly Mottet              | Eric Vanderaerden        |         |
| 1989 | Charly Mottet              | Thierry Marie              | Stephen Roche            |         |
| 1990 | Stephen Roche              | François Lemarchand        | Thierry Marie            |         |
| 1991 | Charly Mottet              | Laurent Jalabert           | Johan Museeuw            |         |
| 1992 | Olaf Ludwig                | Frans Maassen              | Viatxeslav Iekímov       |         |
| 1993 | Laurent Desbiens           | Viatxeslav Iekímov         | Eddy Seigneur            |         |
| 1994 | Eddy Seigneur              | Olaf Ludwig                | Andrei Txmil             |         |
| 1995 | Johan Museeuw              | François Simon             | Erik Zabel               |         |
| 1996 | Philippe Gaumont           | Thierry Laurent            | Olaf Ludwig              |         |
| 1997 | Johan Museeuw              | Frank Vandenbroucke        | Daniele Contrini         |         |
| 1998 | Alekszandr Vinokurov       | Artūras Kasputis           | Ievgueni Berzin          |         |
| 1999 | Michael Sandstød           | Enrico Cassani             | Christian Vande Velde    |         |
| 2000 | Martin Rittsel             | Artūras Kasputis           | Robert Hunter            |         |
| 2001 | Didier Rous                | Laurent Jalabert           | Stéphane Heulot          |         |
| 2002 | Sylvain Chavanel           | Didier Rous                | Laurent Brochard         |         |
| 2003 | Christophe Moreau          | Didier Rous                | Laurent Brochard         |         |
| 2004 | Sylvain Chavanel           | Laurent Brochard           | Didier Rous              |         |
| 2005 | Pierrick Fédrigo           | Vladímir Iefimkin          | Christophe Moreau        |         |
| 2006 | Roberto Petito             | Stéphane Pétilleau         | Didier Rous              |         |
| 2007 | Mathieu Ladagnous          | Laurent Lefèvre            | Dominique Cornu          |         |
| 2008 | Stéphane Augé              | Clément Lhotellerie        | Pierrick Fédrigo         |         |
| 2009 | Rui Alberto Faria da Costa | David Le Lay               | Cyril Lemoine            |         |
| 2010 | Martin Elmiger             | Rui Alberto Faria da Costa | José Joaquín Rojas Gil   |         |
| 2011 | Thomas Voeckler            | Laurent Pichon             | Zdeněk Štybar            |         |
| 2012 | Jimmy Engoulvent           | Zdeněk Štybar              | John Degenkolb           |         |
| 2013 | Arnaud Démare              | Florian Vachon             | Ramon Sinkeldam          |         |
| 2014 | Arnaud Démare              | Sylvain Chavanel           | Michael Valgren Andersen |         |
| 2015 | Ignatas Konovalovas        | Bryan Coquard              | Alo Jakin                |         |
| 2016 | Bryan Coquard              | Marco Frapporti            | Xandro Meurisse          |         |
| 2017 | Clément Venturini          | Sander Armée               | Oliver Naesen            |         |
| 2018 | Dimitri Claeys             | André Greipel              | Oscar Riesebeek          |         |
| 2019 | Mike Teunissen             | Amund Grøndahl Jansen      | Jens Keukeleire          |         |
| 2020 | suspesa                    | suspesa                    | suspesa                  | suspesa |
| 2021 | suspesa                    | suspesa                    | suspesa                  | suspesa |
| 2022 | Philippe Gilbert           | Oliver Naesen              | Jake Stewart             |         |
| 2023 | Romain Grégoire            | Kasper Asgreen             | Cees Bol                 |         |
| 2024 | Sam Bennett                | Paul Penhoët               | Jenno Berckmoes          |         |
| 2025 |                            |                            |                          |         |